# Макинли Парк (Аљаска)
Макинли Парк (енгл. McKinley Park) насељено је место без административног статуса у америчкој савезној држави Аљаска.

## Демографија
По попису из 2010. године број становника је 185, што је 43 (30,3%) становника више него 2000. године.
| Група             | 2000.       | 2010.       |
| Белци             | 131 (92,3%) | 173 (93,5%) |
| Афроамериканци    | 0 (0,0%)    | 0 (0,0%)    |
| Азијати           | 0 (0,0%)    | 1 (0,5%)    |
| Хиспаноамериканци | 2 (1,4%)    | 6 (3,2%)    |
| Укупно            | 142         | 185         |